# 1448
1448 (MCDXLVIII) var ett skottår som började en måndag i den julianska kalendern.

## Händelser

### Januari
- Januari – Efter Kristofer av Bayerns död den 6 januari väljs Bengt och Nils Jönsson (Oxenstierna) till svenska riksföreståndare. Samtidigt väljs Sigurd Jonsson till norsk riksföreståndare.

### Februari
- 17 februari – Vid ärkebiskop Nils Ragvaldssons död utses Jöns Bengtsson (Oxenstierna) till ny svensk ärkebiskop.
- Februari – En koalition, bland annat bestående av svenskar, besegrar novgoroderna i slaget vid Narvafloden.

### Maj
- 23 maj – Karl Knutsson (Bonde) anländer till Stockholm för förhandlingar.

### Juni
- 20 juni – Karl Knutsson väljs till kung av Sverige.
- 28 juni – Karl Knutsson hyllas som Sveriges kung vid Mora stenar.
- 29 juni – Karl Knutsson kröns till Sveriges kung i Uppsala domkyrka.

### Juli
- 2 juli – Karl Knutssons hustru Katarina Karlsdotter (Gumsehuvud) kröns till drottning av Sverige.
- Juli – Ett svenskt fälttåg inleds mot Erik av Pommerns sjörövarnäste på Gotland.

### September
- 28 september – Kristian I av Oldenburg väljs till kung av Danmark.

### December
- 4 december – Visby stad (utom borgen Visborgs slott) intas av svenskarna.
- 19 december – Monaco ställs under Savojens beskydd.[1]
- 22 december – Erik kapitulerar i och med uppgörelsen på Gotland, varvid Gotland skall överlämnas till Sverige, vilket dock inte kommer att ske.

## Födda
- Perugino, italiensk målare.

## Avlidna
- 6 januari – Kristofer av Bayern, kung av Danmark och Sverige sedan 1440 samt av Norge sedan 1442.
- 17 februari – Nils Ragvaldsson, svensk ärkebiskop sedan 1438.

### Fotnoter
1. ↑  World Statesmen (läst 7 april 2011)